# Anny Maass
Anny K. Maass (8. února 1909 Moravská Ostrava – 23. července 1998 Beverly Hills) byla česká právnička, feministka a advokátka židovského původu, absolventka Právnické fakulty Univerzity Karlovy, od roku 1938 první akreditovaná soudní obhájkyně v Československu. Soustavně se podílela na pomoci židovským uprchlíkům při cestě z Evropy do Spojených států amerických před druhou světovou válkou, a následně pak při vymáhání poválečných reparací ve prospěch obětí holocaustu v čele americké židovské organizace West Coast United Restitution Organization.

## Život

### Studia
Narodila se v Moravské Ostravě v zajištěné židovské rodině. Měla sestru Lilly, provdanou Landsberger. Po absolvování středního vzdělání začala studovat právo na univerzitě Sorbonna v Paříži, titul JUDr. pak získala na Právnické fakultě Univerzity Karlovy. Až do roku přitom 1900 docházely dívky na přednášky na hospitační studium (bez statutu řádné posluchačky); v roce 1900 bylo novým zákonem dívkám umožněno skládat zkoušky za celou dosavadní dobu studia. Řádné studium práv mohly ženy nastoupit až se vznikem Československa roku 1918.
Na základě umožnění působení žen v advokacii zákonem z roku 1922 složila Maass advokátské zkoušky a roku 1938 a stala se tak jednou z prvních československých advokátek, a zároveň také první obhájkyní. Téhož roku si otevřela vlastní advokátní kancelář. Do roku 1931 bylo přitom v ČSR registrováno 7 advokátek, ještě před rozpadem tzv. První republiky roku 1938 tehdy působilo na území ČSR 45 právniček.
Se sílícím vlivem nacistického Německa se Maass zapojila do právní pomoci a organizace přesunu židovským uprchlíkům z Evropy do Spojených států amerických.

### Po roce 1938
Od období zřízení tzv. druhé republiky roku 1938 a následného vzniku Protektorátu Čechy a Morava 15. března 1939 byla rodina Anny Maass kvůli svému židovskému původu na základě tzv. Norimberských zákonů protektorátními úřady pod vlivem nacistů perzekvována. Roku 1939 musela nuceně přerušit svou advokátní praxi, nadále pokračovala v pomoci židovským uprchlíkům, i přes varování amerických diplomatů o hrozícím nebezpečí zatčení. Pravděpodobně ještě téhož roku, před vypuknutím druhé světové války, se jí povedlo spolu se svou sestrou Lilly emigrovat do USA, usadila se v Los Angeles. Během v Evropě rozpoutaného holocaustu ztratila Anny Maas v koncentračních táborech z blízké rodiny oba rodiče a bratra.

### V USA
Po skončení války se Maass postavila roku 1952 do čela organizace West Coast United Restitution Organization. Jejím cílem bylo vymáhání válečných reparací po Německu ve prospěch někdejších vězňů koncentračních táborů a další právní pomoc. V jejím čele působila po 45 let, dokud nebyla nucena z důvodu nemoci odstoupit.

### Úmrtí
Anny Maass zemřela 23. července 1998 ve svém domě v Beverly Hills ve věku 89 let.
Měla syna Jima Maasse.